# Josanne Lucas
Josanne Lucas (14 maggio 1984) è un'ostacolista trinidadiana.

## Palmarès
| Anno | Manifestazione          | Sede           | Evento   | Risultato | Prestazione | Note             |
| ---- | ----------------------- | -------------- | -------- | --------- | ----------- | ---------------- |
| 2003 | Campionati CAC          | Saint George's | 400 m hs | 6ª        | 59"37       |                  |
| 2003 | Campionati CAC          | Saint George's | 4x100 m  | 4ª        | 44"42       |                  |
| 2005 | Campionati CAC          | Nassau         | 400 m hs | 4ª        | 57"63       |                  |
| 2005 | Campionati CAC          | Nassau         | 4x400 m  | 4ª        | 3'35"55     |                  |
| 2005 | Mondiali                | Helsinki       | 400 m hs | Batteria  | 58"99       |                  |
| 2006 | Giochi CAC              | Cartagena      | 400 m hs | Argento   | 55"60       |                  |
| 2006 | Giochi CAC              | Cartagena      | 4×400 m  | 6ª        | 3'50"89     |                  |
| 2008 | Campionati CAC          | Cali           | 100 m hs | 6ª        | 13"46       |                  |
| 2008 | Campionati CAC          | Cali           | 400 m hs | Oro       | 56"55       |                  |
| 2008 | Giochi olimpici         | Pechino        | 400 m hs | Batteria  | 57"76       |                  |
| 2009 | Mondiali                | Berlino        | 400 m hs | Bronzo    | 53"20       | Record nazionale |
| 2011 | Campionati CAC          | Mayagüez       | 400 m hs | 5ª        | 58"27       |                  |
| 2011 | Campionati CAC          | Mayagüez       | 4x400 m  | Bronzo    | 3'34"84     |                  |
| 2014 | Giochi del Commonwealth | Glasgow        | 100 m hs | 7ª        | 13"41       |                  |
| 2014 | Giochi del Commonwealth | Glasgow        | 400 m hs | Batteria  | dq          |                  |
| 2014 | Giochi CAC              | Xalapa         | 100 m hs | 4ª        | 13"62       |                  |
| 2015 | World Relays            | Nassau         | 4×400 m  | 12ª       | 3'35"23     |                  |
| 2015 | Giochi panamericani     | Toronto        | 400 m hs | Batteria  | 1'00"30     |                  |
| 2015 | Campionati NACAC        | San José       | 400 m hs | Batteria  | 58"69       |                  |